# Lathys sexpustulata
Lathys sexpustulata är en spindelart som först beskrevs av Simon 1878.  Lathys sexpustulata ingår i släktet Lathys och familjen kardarspindlar.
Artens utbredningsområde är Frankrike. Inga underarter finns listade i Catalogue of Life.